# Ali'ioaiga Feturi Elisaia

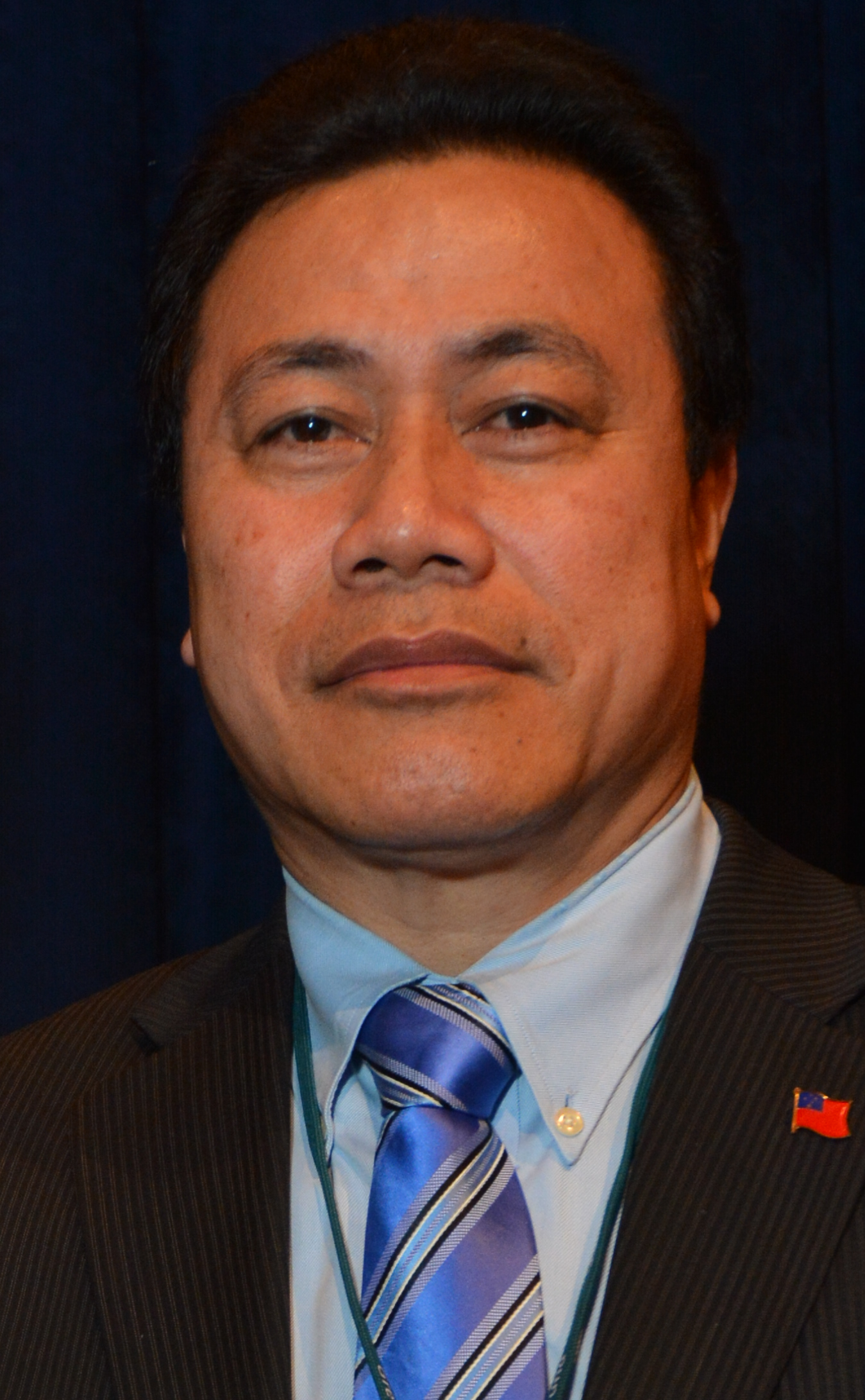
Ali'ioaiga Feturi Elisaia (2014)

Ali'ioaiga Feturi Elisaia (geb. 1954) ist ein samoanischer Diplomat.

## Leben
Elisaia wurde 1954 geboren. Von 1988 bis 2001 war er Co-Direktor der Hanns-Seidel-Stiftung in Samoa.

## Diplomatische Karriere
Elisaia wurde 2003 zum Botschafter von Samoa bei den Vereinten Nationen ernannt. Im gleichen Jahr wurde er Botschafter in den Vereinigten Staaten von Amerika. Im Jahr 2021 wurde er zum Hochkommissar in Fidschi ernannt und leitet das neu eingerichtete Hochkommissariat von Samoa in Fidschi.